# Gasparo Gozzi

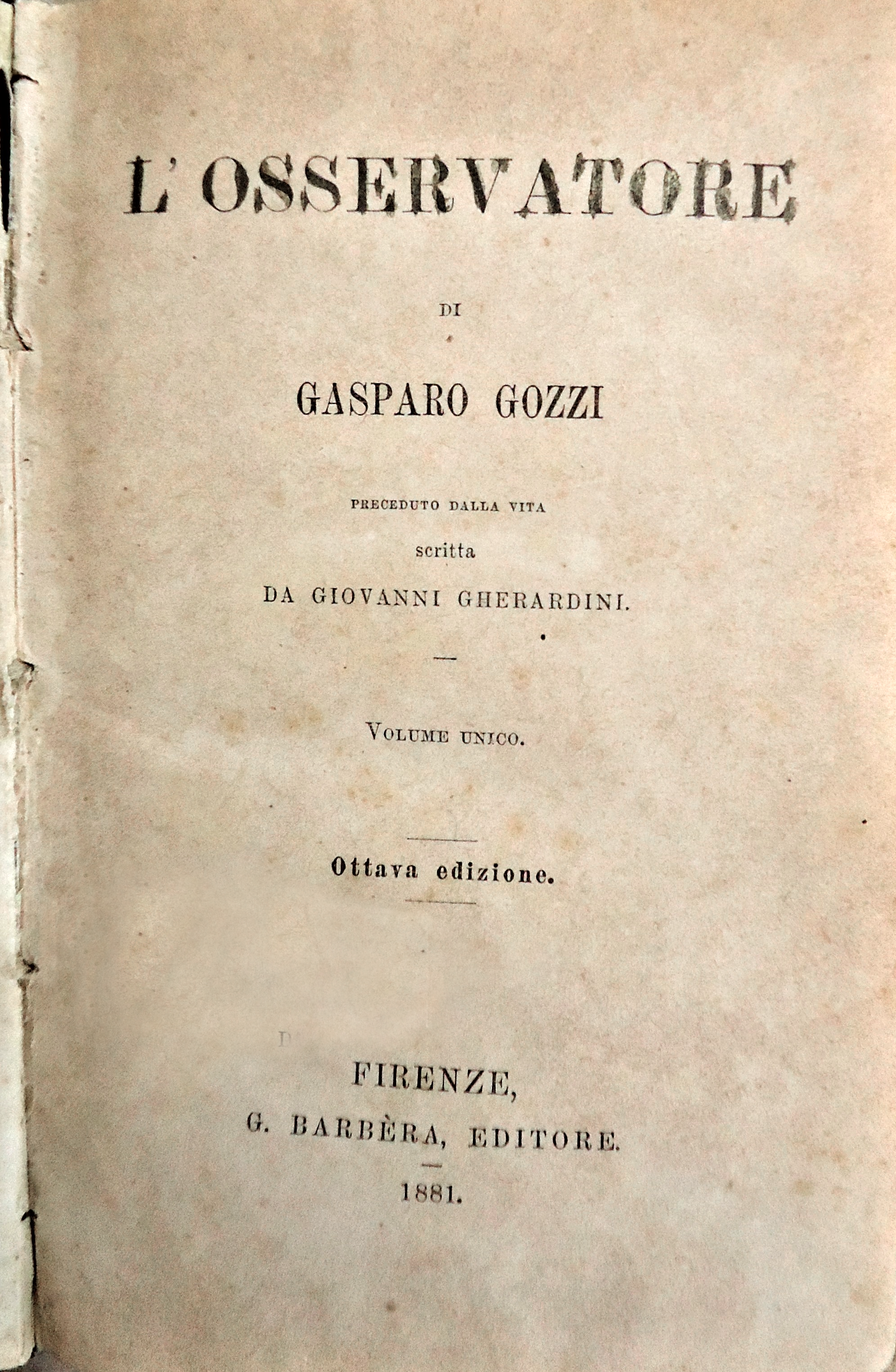
Gasparo Gozzi,, ed. La Barbèra, 1881.

Gasparo Gozzi (Venècia, 4 de desembre de 1713 — Pàdua, 26 de desembre de 1786) va ser un escriptor italià, germà de Carlo Gozzi.
Va fundar “La Gazzeta Veneta” i va escriure diverses obres amb tocs humorístics i moralistes de la vida quotidiana.

## Obres
- Lettere diverse (1750)
- Lettere serie, facete, capricciose, strane e quasi bestiali (1752)